# Hafia FC
Hafia Football Club este un club de fotbal cu sediul în capitala statului african Guineea, Conakry. Actualmente, echipa evoluează în primul eșalon al fotbalului din Guineea, numită Liga 1 Pro.

## Istoria clublui
Fondată în 1951, echipa era cunoscută sub numele de Conakry II în anii 1960 și a câștigat trei titluri sub acest nume. Hafia a câștigat 15 titluri de ligă în total, după ce a dominat în anii 1960 - 70, dar ultimul lor titlu de ligă a venit în 1985. Anii 1970 au fost un deceniu de aur pentru Hafia FC când a dominat fotbalul african, câștigând de trei ori Cupa Africii a Cluburilor Campionilor, în 1972, 1975 și 1977. A promovat niște talente mari precum Papa Camara, Bengally Sylla, Abdoulaye Keita, Chérif Souleymane, Petit Sory, Mamadou Aliou Kéïta.
La începutul anului 2021 a început construcția noului stadion „Stade Petit Sory” numit după legenda Hafia FC Petit Sory.